# 도쿄 돔 시티 어트랙션스

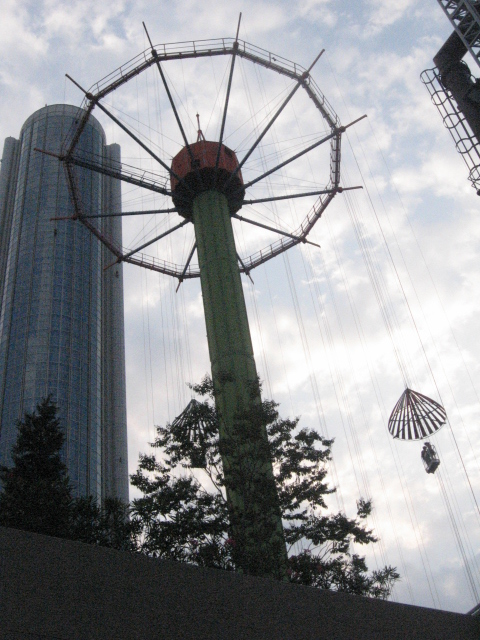
도쿄 돔 시티 어트랙션스

도쿄 돔 시티 어트랙션스(Tokyo Dome City Attractions)는 일본 도쿄도 분쿄구 도쿄 돔에 있는 놀이공원이다. 1955년 고라쿠엔 유원지로 개장한 후, 2003년 4월 17일 현재의 명칭으로 다시 개칭하였다. 입장에 제한이 없는 프리 게이트 시스템을 채용해 무료로 입장한 후 제트코스터 등 놀이기구를 타려면 별도로 티켓을 구입해야 한다.